# Big Generator Tour
Die Big Generator Tour war eine weltweite Konzerttournee der britischen Progressive-Rock-Band Yes, die ihr namensgebendes Album Big Generator (1987) bewarb. Zugleich war es die erste Tournee seit ihrer Tormato Tour (1978/79), auf der die Gruppe im selben Line-Up wie auf der jeweiligen Vorgänger-Tournee spielte.

## Hintergrund
Die Big Generator Tour startete am 14. November 1987 in Omaha und fand am 13. April 1988 in Osaka ihren Abschluss. Sie umfasste insgesamt 67 Shows und besaß somit knapp die Hälfte der Konzertanzahl ihrer vorherigen 90125 Tour. Aufgrund des mit der letzteren Tournee verbundenen Tourstresses und ihrer fast zwei Jahre andauernden Studiosessions für das Album Big Generator wollten Yes die daran anschließende Tournee möglichst kurz halten. Ursprünglich sah der Tourneeplan daher auch keine weiteren Gigs außerhalb Nordamerikas vor, doch wollte die Band ein altes Versprechen einlösen und zumindest Konzerte in Japan geben, wo sie 1973 nicht mehr gespielt hatte.
Kurz vor Beginn des zweiten Tourneeabschnitts im Januar 1988 erkrankte Gitarrist Trevor Rabin an einer Grippe mit Fieber. Entgegen dem Rat seines Arztes und der anderen Yes-Mitglieder entschied er sich jedoch dafür, die Konzerte durchzuziehen, um die Fans nicht zu enttäuschen. Die ersten vier Shows konnte Rabin trotz angeschlagener Gesundheit noch bewältigen, nach der fünften Show in Hollywood (Florida) am 24. Januar 1988 brach er jedoch hinter der Bühne vor Erschöpfung zusammen und wurde in ein nahes Krankenhaus gebracht, was zur Folge hatte, dass die nächsten fünf Konzerte ersatzlos abgesagt wurden.
Die schon während der Arbeiten an Big Generator entwickelte Frustration Jon Andersons um seine von Trevor Rabin zurückgedrängte Rolle als Bandleader der Gruppe ließ sich auch während der Tournee nicht lindern. Da Anderson keine Möglichkeit sah, die Band entgegen Rabins AOR-orientierterem Musikstil (an dem neben Yes’ Plattenfirma auch Chris Squire und Alan White zunehmend mehr Gefallen fanden) zum klassischeren Progressive-Rock-orientierteren Musikstil der Yes-Alben Fragile und Close to the Edge zurückzuführen, verließ er Yes nach dem Ende der Tour zum zweiten Mal und gründete mit den drei ehemaligen Yes-Musikern Bill Bruford, Steve Howe und Rick Wakeman das Nebenprojekt Anderson, Bruford, Wakeman, Howe.

## Liveaufnahmen
Aufnahmen der Show am 19. Februar 1988 in Houston erschienen auf dem 4-CD-Boxset Yesyears (1991) sowie dem 3-CD-Boxset The Word Is Live (2005).

## Setlist

### Beispiel-Setlist
- Almost Like Love
- Rhythm of Love
- Hold On
- Heart of the Sunrise
- Changes
- Big Generator
- Shoot High, Aim Low
- Holy Lamb (Song for Harmonic Convergence)
- Tony Kaye Keyboard Solo
- Solly’s Beard
- Make It Easy (intro)
- Owner of a Lonely Heart
- Yours Is No Disgrace
- Excerpt from ‚Ritual‘
- Amazing Grace
- And You and I
- I’m Running
- Starship Trooper
- Love Will Find a Way
- I’ve Seen All Good People
- Roundabout

## Tourdaten
| Nr.                      | Datum               | Stadt               | Land                | Veranstaltungsort                     |                     |
| Leg 1 – Nordamerika      | Leg 1 – Nordamerika | Leg 1 – Nordamerika | Leg 1 – Nordamerika | Leg 1 – Nordamerika                   | Leg 1 – Nordamerika |
| ------------------------ | ------------------- | ------------------- | ------------------- | ------------------------------------- | ------------------- |
| 1                        | 14. November 1987   | Omaha               | Vereinigte Staaten  | Civic Auditorium                      |                     |
| xx                       | 15. November 1987   | South Bend          | Vereinigte Staaten  | Athletic & Convocation Center         |                     |
| xx                       | 17. November 1987   | Lincoln             | Vereinigte Staaten  | Delaney Sports Center                 |                     |
| xx                       | 18. November 1987   | Bloomington         | Vereinigte Staaten  | Met Center                            |                     |
| 2                        | 19. November 1987   | Springfield         | Vereinigte Staaten  | Prairie Capital Convention Center     |                     |
| 3                        | 21. November 1987   | Detroit             | Vereinigte Staaten  | Joe Louis Arena                       |                     |
| 4                        | 22. November 1987   | Louisville          | Vereinigte Staaten  | Freedom Hall                          |                     |
| 5                        | 23. November 1987   | St. Louis           | Vereinigte Staaten  | Arena                                 |                     |
| 6                        | 24. November 1987   | Milwaukee           | Vereinigte Staaten  | MECCA Arena                           |                     |
| 7                        | 25. November 1987   | Rosemont            | Vereinigte Staaten  | Rosemont Horizon                      |                     |
| 8                        | 27. November 1987   | Pittsburgh          | Vereinigte Staaten  | Civic Arena                           |                     |
| 9                        | 28. November 1987   | Richmond            | Vereinigte Staaten  | Coliseum                              |                     |
| 10                       | 29. November 1987   | Philadelphia        | Vereinigte Staaten  | Spectrum                              |                     |
| 11                       | 30. November 1987   | Philadelphia        | Vereinigte Staaten  | Spectrum                              |                     |
| 12                       | 1. Dezember 1987    | Syracuse            | Vereinigte Staaten  | Onondaga County War Memorial          |                     |
| 13                       | 3. Dezember 1987    | Hartford            | Vereinigte Staaten  | Civic Center                          |                     |
| 14                       | 4. Dezember 1987    | Buffalo             | Vereinigte Staaten  | Memorial Auditorium                   |                     |
| 15                       | 5. Dezember 1987    | Ottawa              | Kanada              | Civic Centre                          |                     |
| 16                       | 7. Dezember 1987    | Quebec City         | Kanada              | Le Colisée                            |                     |
| 17                       | 8. Dezember 1987    | Montréal            | Kanada              | Forum                                 |                     |
| 18                       | 9. Dezember 1987    | Toronto             | Kanada              | Maple Leaf Gardens                    |                     |
| 19                       | 11. Dezember 1987   | Worcester           | Vereinigte Staaten  | Centrum Center                        |                     |
| 20                       | 12. Dezember 1987   | Rochester           | Vereinigte Staaten  | Community War Memorial                |                     |
| 21                       | 13. Dezember 1987   | Landover            | Vereinigte Staaten  | Capital Center                        |                     |
| 22                       | 15. Dezember 1987   | Troy                | Vereinigte Staaten  | RPI Fieldhouse                        |                     |
| 23                       | 16. Dezember 1987   | New York City       | Vereinigte Staaten  | Madison Square Garden                 |                     |
| 24                       | 17. Dezember 1987   | Providence          | Vereinigte Staaten  | Civic Center                          |                     |
| 25                       | 18. Dezember 1987   | East Rutherford     | Vereinigte Staaten  | Brendan Byrne Arena                   |                     |
| 26                       | 19. Dezember 1987   | East Rutherford     | Vereinigte Staaten  | Brendan Byrne Arena                   |                     |
| 27                       | 20. Dezember 1987   | Bethlehem           | Vereinigte Staaten  | Stabler Arena                         |                     |
| Leg 2 – Nordamerika      |                     |                     |                     |                                       |                     |
| 28                       | 19. Januar 1988     | Tallahassee         | Vereinigte Staaten  | Leon County Civic Center              |                     |
| 29                       | 20. Januar 1988     | Pensacola           | Vereinigte Staaten  | Civic Center                          |                     |
| 30                       | 22. Januar 1988     | Tampa               | Vereinigte Staaten  | Sun Dome                              |                     |
| 31                       | 23. Januar 1988     | Tampa               | Vereinigte Staaten  | Sun Dome                              |                     |
| 32                       | 24. Januar 1988     | Hollywood           | Vereinigte Staaten  | Sportatorium                          |                     |
| xx                       | 25. Januar 1988     | Jacksonville        | Vereinigte Staaten  | Veterans Memorial Coliseum            |                     |
| xx                       | 28. Januar 1988     | Knoxville           | Vereinigte Staaten  | Thompson-Boling Arena                 |                     |
| xx                       | 29. Januar 1988     | Columbus            | Vereinigte Staaten  | Ohio Center                           |                     |
| xx                       | 30. Januar 1988     | Indianapolis        | Vereinigte Staaten  | Market Square Arena                   |                     |
| xx                       | 2. Februar 1988     | Kalamazoo           | Vereinigte Staaten  | Wings Stadium                         |                     |
| 33                       | 5. Februar 1988     | Uniondale           | Vereinigte Staaten  | Nassau Veterans Memorial Coliseum     |                     |
| 34                       | 6. Februar 1988     | Binghamton          | Vereinigte Staaten  | Broome County Veterans Memorial Arena |                     |
| 35                       | 7. Februar 1988     | Philadelphia        | Vereinigte Staaten  | Spectrum                              |                     |
| 36                       | 8. Februar 1988     | Hershey             | Vereinigte Staaten  | Hersheypark Arena                     |                     |
| 37                       | 10. Februar 1988    | Nashville           | Vereinigte Staaten  | Municipal Auditorium                  |                     |
| 38                       | 11. Februar 1988    | Charlotte           | Vereinigte Staaten  | Coliseum                              |                     |
| 39                       | 12. Februar 1988    | Atlanta             | Vereinigte Staaten  | The Omni                              |                     |
| 40                       | 13. Februar 1988    | Chapel Hill         | Vereinigte Staaten  | Dean E. Smith Center                  |                     |
| 41                       | 16. Februar 1988    | Richfield           | Vereinigte Staaten  | Coliseum                              |                     |
| 42                       | 17. Februar 1988    | Cincinnati          | Vereinigte Staaten  | Riverfront Coliseum                   |                     |
| 43                       | 19. Februar 1988    | Houston             | Vereinigte Staaten  | The Summit                            |                     |
| 44                       | 20. Februar 1988    | Lafayette           | Vereinigte Staaten  | Cajundome                             |                     |
| 45                       | 21. Februar 1988    | Dallas              | Vereinigte Staaten  | Reunion Arena                         |                     |
| 46                       | 22. Februar 1988    | Austin              | Vereinigte Staaten  | Frank Erwin Center                    |                     |
| 47                       | 24. Februar 1988    | Tucson              | Vereinigte Staaten  | Community Center                      |                     |
| 48                       | 26. Februar 1988    | Sacramento          | Vereinigte Staaten  | ARCO Arena                            |                     |
| 49                       | 27. Februar 1988    | Oakland             | Vereinigte Staaten  | Coliseum Arena                        |                     |
| 50                       | 28. Februar 1988    | Reno                | Vereinigte Staaten  | Lawlor Events Center                  |                     |
| 51                       | 1. März 1988        | Fresno              | Vereinigte Staaten  | Selland Arena                         |                     |
| 52                       | 2. März 1988        | Inglewood           | Vereinigte Staaten  | The Forum                             |                     |
| 53                       | 4. März 1988        | Santa Barbara       | Vereinigte Staaten  | County Bowl                           |                     |
| 54                       | 5. März 1988        | Costa Mesa          | Vereinigte Staaten  | Pacific Amphitheatre                  |                     |
| 55                       | 6. März 1988        | Paradise            | Vereinigte Staaten  | Aladdin Theatre                       |                     |
| 56                       | 8. März 1988        | San Diego           | Vereinigte Staaten  | Sports Arena                          |                     |
| 57                       | 9. März 1988        | Tempe               | Vereinigte Staaten  | ASU Activity Center                   |                     |
| 58                       | 11. März 1988       | Albuquerque         | Vereinigte Staaten  | Tingley Coliseum                      |                     |
| 59                       | 13. März 1988       | Denver              | Vereinigte Staaten  | McNichols Sports Arena                |                     |
| Leg 3 – Pazifischer Rand |                     |                     |                     |                                       |                     |
| 60                       | 30. März 1988       | Honolulu            | Vereinigte Staaten  | Neal S. Blaisdell Arena               |                     |
| 61                       | 4. April 1988       | Tokio               | Japan               | Yoyogi Olympic Pool                   |                     |
| 62                       | 5. April 1988       | Tokio               | Japan               | Yoyogi Olympic Pool                   |                     |
| 63                       | 7. April 1988       | Tokio               | Japan               | Yoyogi Olympic Pool                   |                     |
| 64                       | 9. April 1988       | Yokohama            | Japan               | Cultural Gymnasium                    |                     |
| 65                       | 10. April 1988      | Nagoya              | Japan               | Century Hall                          |                     |
| 66                       | 12. April 1988      | Osaka               | Japan               | Prefectural Gymnasium                 |                     |
| 67                       | 13. April 1988      | Osaka               | Japan               | Prefectural Gymnasium                 |                     |

## Band
- Jon Anderson: Gesang, Gitarre, zusätzliche Keyboards
- Tony Kaye: Keyboards, Hintergrundgesang
- Trevor Rabin: Gitarre, Gesang, Hintergrundgesang
- Chris Squire: Bass, Mundharmonika, Hintergrundgesang
- Alan White: Schlagzeug, Percussion, Hintergrundgesang